# Lorenzo Giustiniani

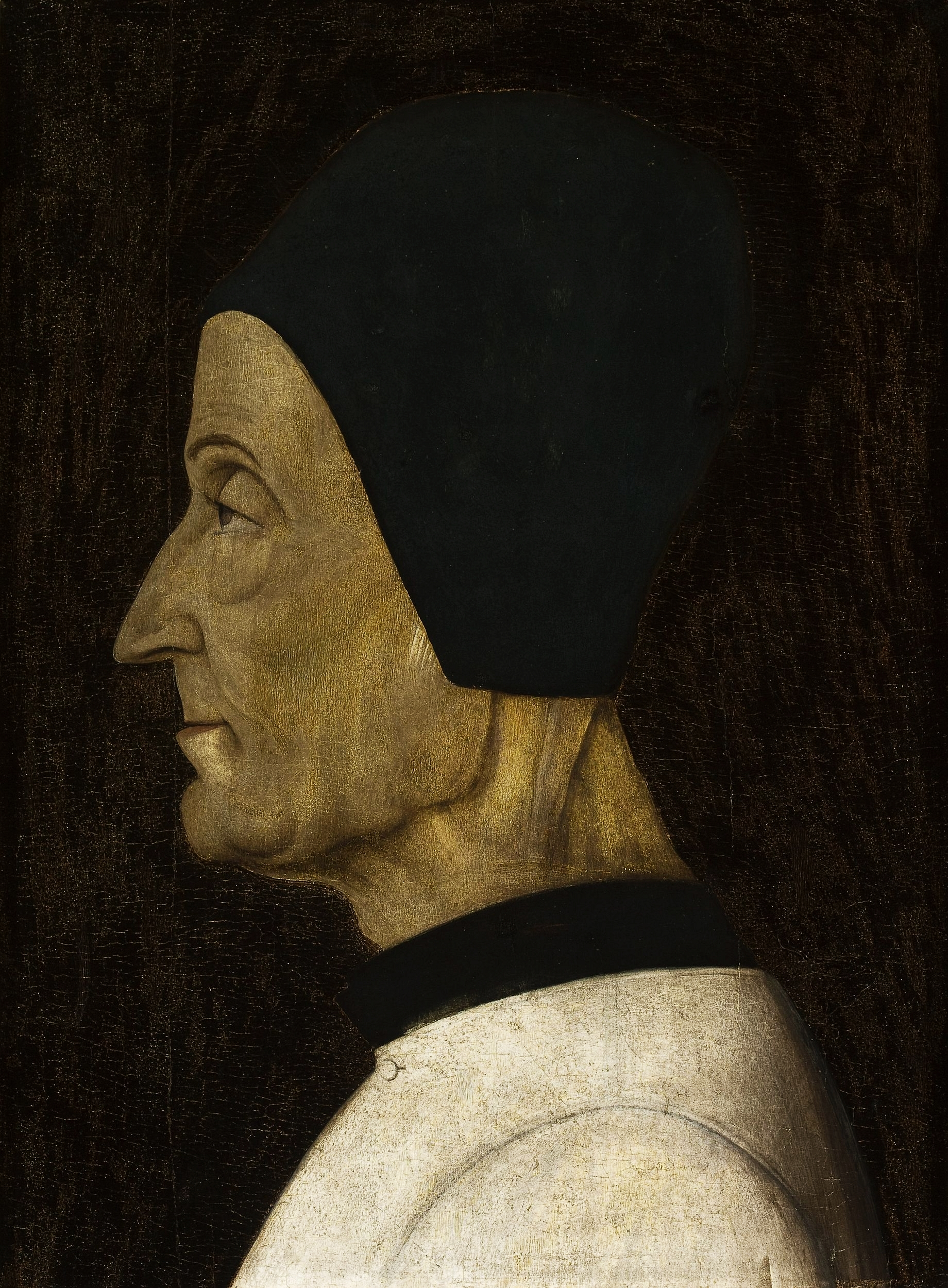
Lorenzo Giustiniani (Nationaal Museum van Warschau)

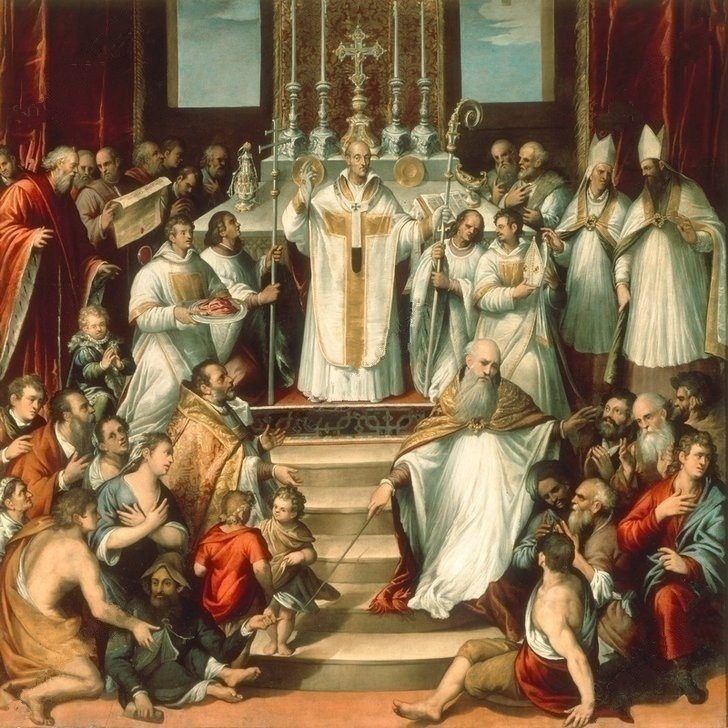
Installatie als eerste patriarch van Venetië

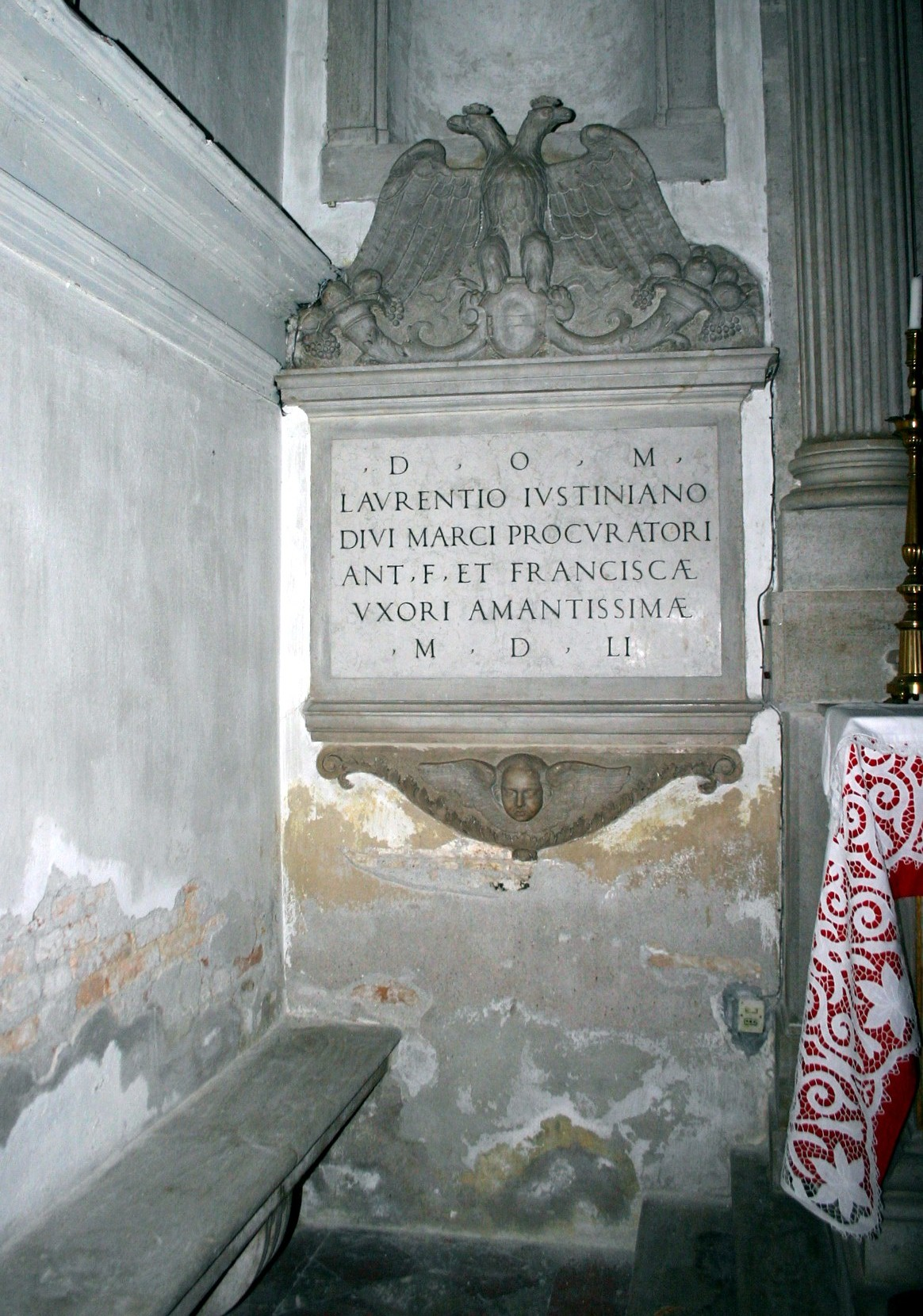
Grafsteen in de voormalige kathedraal San Pietro di Castello

Lorenzo (Giovanni) Giustiniani (Venetië, circa 1381 – aldaar, 8 januari 1456) was een prelaat in de republiek Venetië. Eerst was hij algemeen overste van de Augustijner priesterorde van San Giorgio in Alga, dan bisschop van Castello of Venetië (1433-1451) en de eerste patriarch van Venetië (1451-1456).
De Rooms-katholieke Kerk verklaarde hem heilig in een politiek steekspel tussen de Romeinse Curie in de Pauselijke Staat versus de republiek Venetië.
Zijn feestdag in de Katholieke Kerk is op 8 januari, vroeger was dit op 5 september (Algemene Romeinse Kalender 1690-1969).

## Naam
Zijn doopnaam was Giovanni. Zijn kloosternaam was Lorenzo, die hij behield als bisschop.
Zijn familienaam in het Italiaans was Giustiniani, doch de gebruikte naam in het Venetiaans was Giustinian. In het Latijn wordt hij vermeld als Laurentius Justinianus.

## Levensloop
De ouders van Giustiniani waren Bernardo Giustinaini en Querina Querini, twee patriciërs in Venetië. Als jonge priester behoorde hij tot een groep geestelijken die de kloosterorde van San Giorgio in Alga stichtten. Dit is een eilandje in de lagune van Venetië. Het eiland gaf de naam aan de orde. Andere stichters waren Antonio Correr, de latere paus Eugenius IV Gabriele Condulmer en Giustiniani's oom Marino Querini. Paus Bonifatius IX ging akkoord met de oprichting van de priesterorde in 1404. De kloosterorde bestond uit priesters die, in een latere eeuw, de kloosterregel van de Augustijnen aannam. Gemakshalve wordt over de eerste jaren van de kloosterorde gesproken als een Augustijner orde. Voor Giustiniani bood de kloostergemeenschap de mogelijkheid om als patriciër sober te leven, zich te bezinnen en te schrijven over ascese en mystiek. In Venetië werden ze de ‘engelachtigen’ genoemd omwille van hun witte pij. Het succes van de priesterorde was toe te schrijven aan hun aanwezigheid in meerdere steden op het Venetiaanse vasteland; de priesterorde San Giorgio in Alga ontwikkelde zich als een soort Venetiaanse Kerk.
Giustiniani maakte carrière in de priesterorde San Giorgio in Alga: hij werd prior van de kloostergemeenschap in Venetië en nadien algemeen overste van de orde.
Paus Eugenius IV, een ex-confrater uit San Giorgio in Alga, benoemde zijn vriend Giustiniani tot bisschop van Castello (11 mei 1433). Dit was de oude naam voor het bisdom Venetië. Voor Giustiniani betekende de bisschopstroon een ommekeer want zijn mystiek-ascetisch leven in gemeenschap moest hij opgeven. In Castello werd hij bisschop over zestig parochies in Venetië en omgeving. Tijdens de pest van 1447 in Venetië won Giustiniani aan populariteit door hulp te organiseren.
Paus Nicolaas V verhief in 1451 het bisdom Castello tot metropolitaan aartsbisdom Venetië en patriarchaat Venetië. Dit kon Nicolaas V doen door het patriarchaat Grado af te schaffen. Nicolaas V motiveerde zijn beslissing door aan de groeiende stad Venetië een kerkelijke uitstraling te willen geven. Hij schreef in zijn bul ut civitas ipsa Venetiarum digniori in spiritualibus titulo decoretur (Nederlands: opdat de stad zelf der Venetianen wordt gesierd met een waardiger titel in geestelijke zaken). Giustiniani kwam hiermee aan het hoofd van de nieuwe kerkprovincie Venetië; alle inkomsten, personeel en landgoederen van het patriarchaat Grado kwamen in zijn schoot. Als patriarch van Venetië maakte hij de val van Constantinopel in 1453 mee, de belangrijkste handelsstad van de Venetianen.
Patriarch Giustiniani stierf in 1456 en werd begraven in zijn kathedraal San Pietro di Castello. Het aan hem gewijde hoofdaltaar is gemaakt door de architect Baldassare Longhena en de beeldhouwer Josse de Corte.

## Werken
Giustiniani schreef zijn geestelijke werken, in het Latijn, tussen 1419 en 1455. Hij toonde hierin zijn grondige kennis van de Kerkvaders en de oudste christelijke kerken; hij prees het monastieke leven en de spiritualiteit van de eenzaamheid. 
- Lignum vitae (1419)
- De disciplina et perfectione monasticae conversationis (1425 of 1426)
- De contemptu mundi (1425 of 1426)
- De vita solitaria (1425 of 1426)
- De spirituali et casto Verbi animaeque connubio (1425 of 1426)
- Fasciculus amoris (na 1426)
- De triumphali agone mediatoris Christi (na 1426)
- De compunctione et complanctu christianae perfectionis (na 1426)
- Synodicon (1438). Dit werk schreef hij als bisschop. Hij pleitte voor een strakke discipline binnen het bisdom.
- De institutione et regimine prelatorum (na 1438)
- De oboedientia (tussen 1451 en 1455)
- De humilitate (tussen 1451 en 1455)
- De perfectione gradibus (tussen 1451 en 1455).

## Heiligverklaring
Na zijn dood aanriepen de Venetianen de hulp van Giustinani in tijdens de pestepisodes van 1476 en van 1480. Voor de Raad van Tien, de regering van de republiek Venetië, was het moment gekomen om een Venetiaan heilig te verklaren. Een hagiografie werd neergeschreven en gepubliceerd (1475); de auteur was zijn achterneef Bernardo Giustinian. Tussen de Romeinse Curie en de republiek Venetië ontspon zich een diplomatiek steekspel: Rome wilde de Venetiaan heilig verklaren in ruil voor meer zeggenschap in de dogestad. Dit laatste viel slecht bij magistraten en ambtenaren in het dogepaleis. Paus Clemens VII verklaarde Giustiniani zalig (1524) en paus Alexander VIII, een Venetiaan, verklaarde hem heilig (1690). De officiële publicatie bleef aanslepen tot paus Benedictus XIII finaal de heiligverklaring publiceerde (1727).
Lorenzo Giustiniani werd hiermee een van de beschermheiligen van de stad Venetië.
Lorenzo Giustiniani · Giovanni Barozzi · Maffeo Gherardi · Thomas Donatus · Marco Cornaro · Gerolamo Querini · Pietro Francesco Contarini · Vincenzo Diedo · Giovanni Trevisan · Lorenzo Priuli · Matteo Zane · Francesco Vendramin · Giovanni Tiepolo · Federico Corner · Gianfranco Morosini · Alvise Sagredo · Gianalberto Badoaro · Pietro Barbarigo · Marco Gradenigo · Francesco Antonio Correr · Aloysius Foscari · Giovanni Bragadin · Fridericus Maria Giovanelli · Ludovico Flangini Giovanelli · Nicola Saverio Gamboni · Francesco Milesi · Ján Krstitel Ladislav Pyrker · Giacomo Monico · Pietro Aurelio Mutti · Angelo Ramazzotti · Giuseppe Luigi Trevisanato · Domenico Agostini · Giuseppe Melchiorre Sarto · Aristide Cavallari · Pietro La Fontaine · Adeodato Giovanni Piazza · Carlo Agostini · Angelo Giuseppe Roncalli · Giovanni Urbani · Albino Luciani · Marco Cé · Angelo Scola · Francesco Moraglia